# 大洋站 (浙江省)
大洋站是金建铁路上的中间站，位于中华人民共和国浙江省建德市大洋镇上源村。车站计划将由上海局集团管理，办理客运业务，规模2台4线。

## 车站结构
大洋站站房建筑面积2968.36平方米，为线侧下式站房。外立面以“水”为灵感，并融入大洋当地童氏宗祠门洞的回纹元素。